# Phreatia cucullata
Phreatia cucullata är en orkidéart som beskrevs av Johannes Jacobus Smith. Phreatia cucullata ingår i släktet Phreatia och familjen orkidéer. Inga underarter finns listade i Catalogue of Life.